# アルテンベルゲ
アルテンベルゲ (ドイツ語: Altenberge, 低地ドイツ語: Ollenbiärg) は、ドイツ連邦共和国ノルトライン＝ヴェストファーレン州ミュンスター行政管区のシュタインフルト郡に属す町村（以下、本項では便宜上「町」と記述する）である。

## 地理

### 位置
アルテンベルゲは、大学都市ミュンスターの北西約 14 km のミュンスターラント内のシュタインフルト郡に位置している.この町はアルテンベルガー丘陵にあり、旧ブルクシュタインフルト郡では最も高い場所にある町であった。最高地点はパシュヒューゲル（海抜 119 m）である。最低地点は町の中心部から西に約 4 km のラントヴェールバッハ川がシュタインフルター・アー川に合流する地点（海抜 68 m）である。この他の目印となる地点としては、アルテンベルゲの教会から南東約 800 m のクリューゼルリンデ（海抜 110 m）がある。

### 隣接する市町村
アルテンベルゲは東から時計回りに、グレーヴェン（シュタインフルト郡）、ミュンスター（郡独立市）、ハーヴィクスベック、ビラーベック（ともにコースフェルト郡）、ラール、シュタインフルト、ノルトヴァルデ（以上、シュタインフルト郡）と境を接している。

### 自治体の構成
自治体アルテンベルゲは、アルテンベルゲ集落と以下の6つのバウアーシャフト（農場集落）で構成されている。
- エントルプ
- ハンゼル
- ホーエンホルスト
- キュンパー
- ヴァルトルプ
- ヴェステンフェルト

## 歴史
アルテンベルゲ教会区は1181年に初めて文献に記録されているが、その成立はこれよりもかなり古い。おそらく初代ミュンスター司教リウドゲルス（ルドガー司教、742年 - 809年）の時代にはすでに成立していたと考えられる。カール大帝は792年にザクセン族支配地域の西部でキリスト教の布教を奨励した。リウドゲルスは後のミュンスター司教区を建設した。この頃に数多くの教区の創設および教会堂の建設が行われた。おそらくアルテンベルゲにもこの活動が及んだのであろう。この集落はもともとドラインガウのミュンスター自由伯領の一部であったが、12世紀にアルテンベルゲ騎士家による統治が始まった。
アルテンベルゲは第二次世界大戦の破壊によって広範な被害を受けた。

## 行政

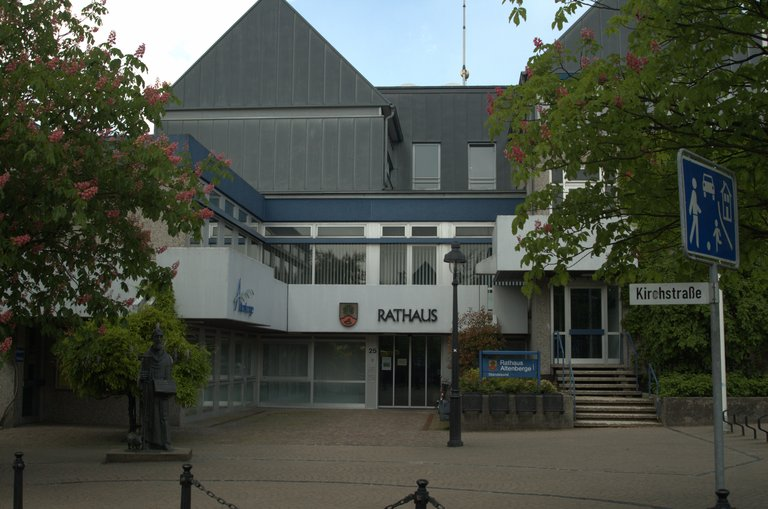
アルテンベルゲの町役場

### 議会
アルテンベルゲの町議会は26人の議員と町長で構成されている。

### 首長
ヨーヒェン・パウスは2004年に町長に就任し、2009年と2014年に再選された。

### 紋章
図柄: 金地に、金色の犂の刃が置かれた赤い三峰の山。そこから緑のセイヨウボダイジュが生えている。
アルテンベルクの紋章は1938年に授与された。描かれているのは「クリューゼルリンデ」である。これはかつてのミュンスターヴェーク（ミュンスターに通じる街道）沿いにあった裁判所の木である。三峰の山は、この町があるアルテンベルガー丘陵を象徴している。三峰の山に置かれた犂の刃は、かつてこの町の住民のほとんどが農民であったことを示している。

### 姉妹自治体
- ゴーイク（フランス語版、英語版）（ベルギー、フラームス＝ブラバント州）1979年
  - ゴーイクはブリュッセルの西 25 km に位置する。人口は約 8,850人でアルテンベルゲよりもわずかに少ない。1990年、1999年、2009年に両自治体の姉妹自治体を祝う式典が開催された。アルテンベルクのゴーイク委員会は姉妹自治体関係の維持に努めている。2009年にこの町は、姉妹自治体について賞賛と高い評価を得て、欧州評議会議長からヨーロッパ賞を授与された[6]。

## 経済と社会資本

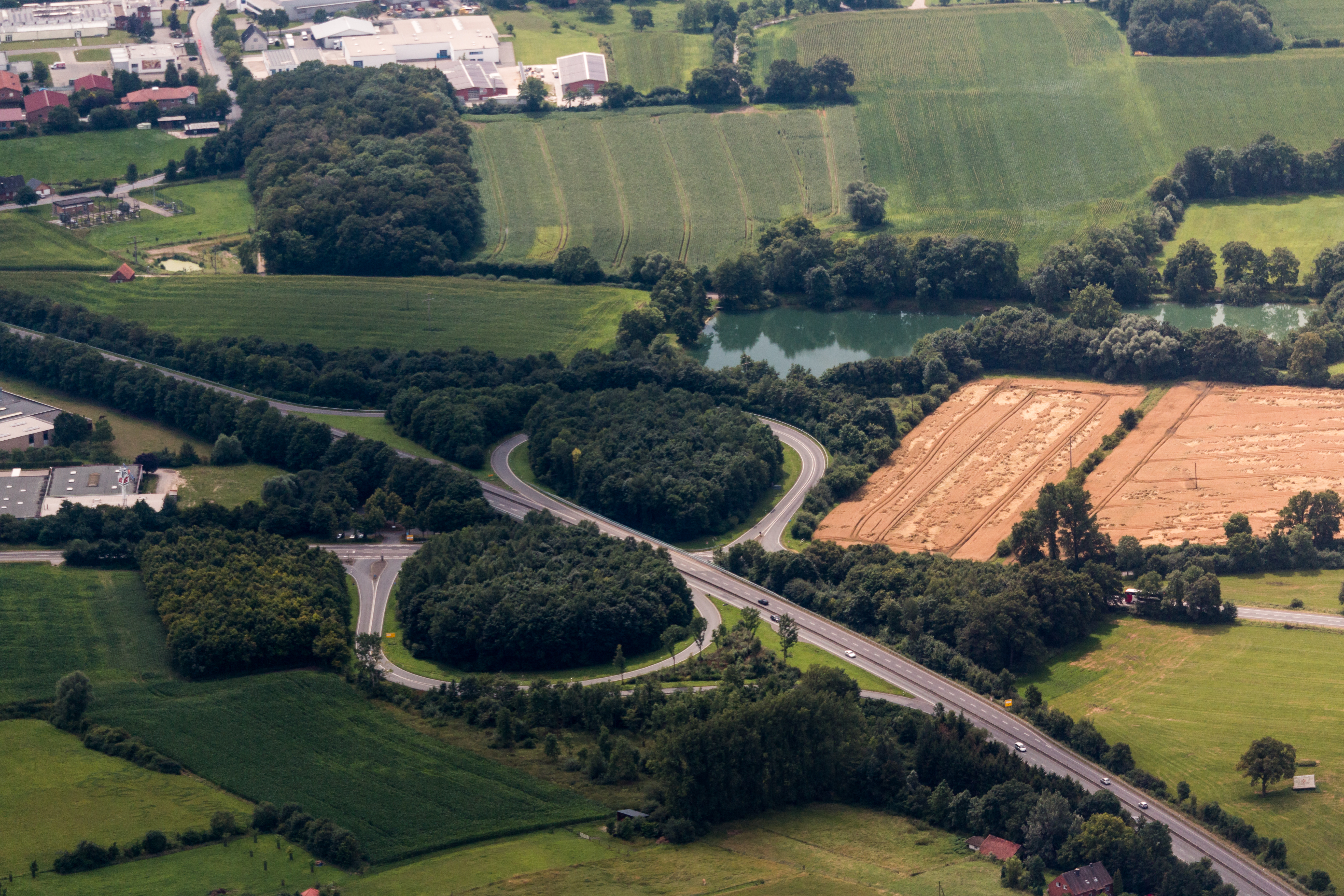
バイパス道路 連邦道 B54号線のインターチェンジ

### 交通
アルテンベルガーの交通インフラはとても良く整備されており、高いレベルにある。町の中心部付近の高い交通負荷を軽減するために、町の南部に、住民と行政との間で議論となったバイパス道路が建設された。この道路は同時に、地元企業にとってアクセスの改善となるものである。CDUは2度の選挙戦の主要テーマとしてバイパス道路建設推進を掲げた唯一の政党であった。建設は2008年の鍬入れで始まり、2013年初めに完成した。
アルテンベルゲの駅は鉄道ミュンスター - エンスヘデ線の駅であり、レギオナルバーン 64「オイレギオ＝バーン」（ミュンスター中央駅 - ミュンスター＝ツェントルム＝ノルト - シュタインフルト - グローナウ (ヴェストファーレン) - エンスヘデ (オランダ)）が1時間間隔で運行している。月曜日から金曜日のラッシュ時には、ミュンスターとグローナウとの間（アルテンベルゲもこの区間に含まれる）は30分間隔の運行となる。
また、ミュンスターや近隣のシュタインフルト、ノルトヴァルデ、ラール、グレーヴェン行きのバス路線がある。
アルテンベルゲは、アー＝フェヒテ＝ツアー自転車道に面している。

### 教育
アルテンベルゲには、基礎課程学校が 2校（カトリックのザンクト＝ヨハネス基礎課程学校とボルンダールシューレ）ある。

## 文化と見所

### 見所

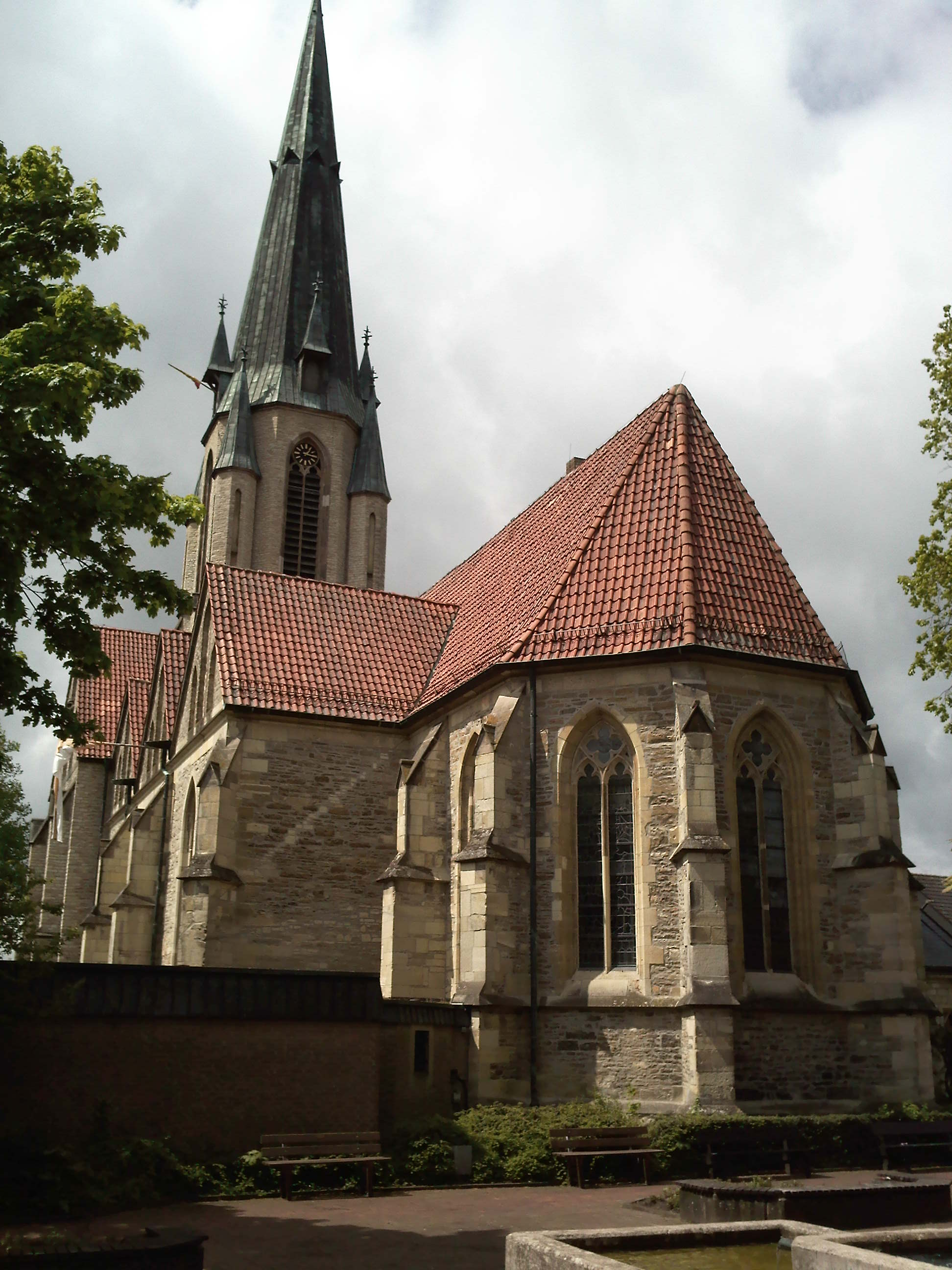
洗礼者聖ヨハネ教会

#### カトリックの洗礼者聖ヨハネ教区教会
アルテンベルゲは、おそらく800年頃にルドガー司教が創設した原初教会区の1つである。教会堂の最初のヴォールト3つ分は14世紀半ばに建設されたものである。教会は1882年から1884年に、長堂が西にヴォールト1つ分拡張され、元々四角形だった中世の教会塔は現在の形に改築された。この教会の内装はミュンスターのラムベルティ教会やユーバーヴァッサー教会を想わせる様式である。このカトリック教会は、高さ 75 m の塔が遠くからも見ることができ、アルテンベルゲの象徴的建造物となっている。

#### クリューゼルリンデ
町の南東部にあるクリューゼルリンゲは、アルテンベルゲの紋章に描かれている。かつてはここでヴェストファーレンのフェーメ裁判が行われた。かつてのフェーメ裁判の象徴として、この木の下には縄と剣が置かれている。

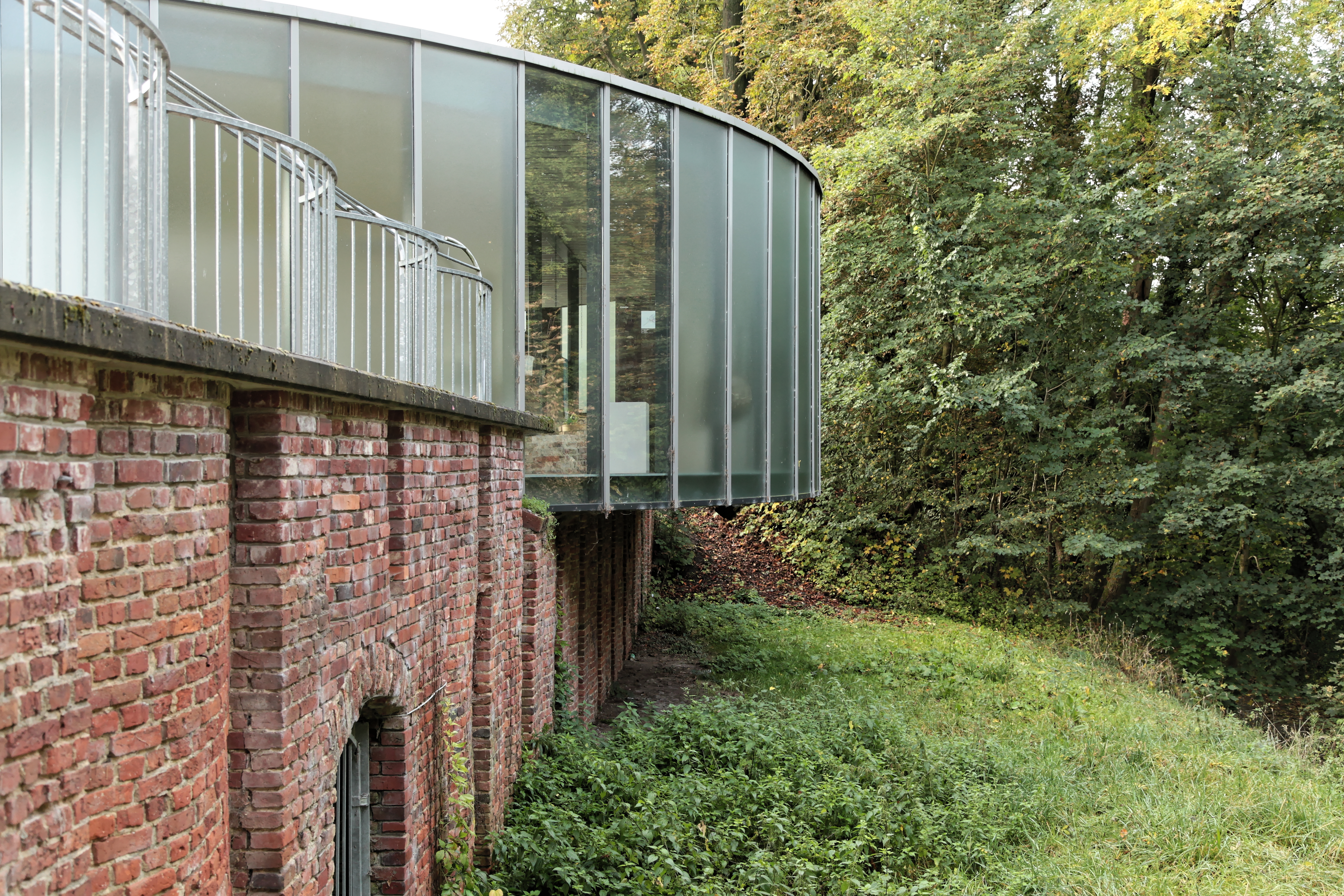
アイスケラー

#### アイスケラー
アイスケラー（氷室）はかつてのアルテンベルゲのビール醸造所ボイイングのものであった。精確な建造時期は不明であるが、ケラーの北側部分は1890年頃に拡張されている。ここでは、夏の間、製造したビールが冷所保存されていた。そのために冬には周辺の「アイスタイヒェン」（直訳: 氷の池）から氷の塊を採ってきて、ケラーに運び込んでいた。こうしてケラー内の温度は夏でも 8 ℃から 10 ℃に保たれていた。1927年にこのブルワリーが倒産したことにより、アイスケラーは使用されなくなり、この施設は忘れ去られた。このアイスケラーは、1996年、隣接する基礎課程学校の工事中に再発見された。2004年、ここに地域の情報パビリオンが設けられ、ブリッジが設置された。このケラーは現在、郷土協会を通して見学することが可能である。

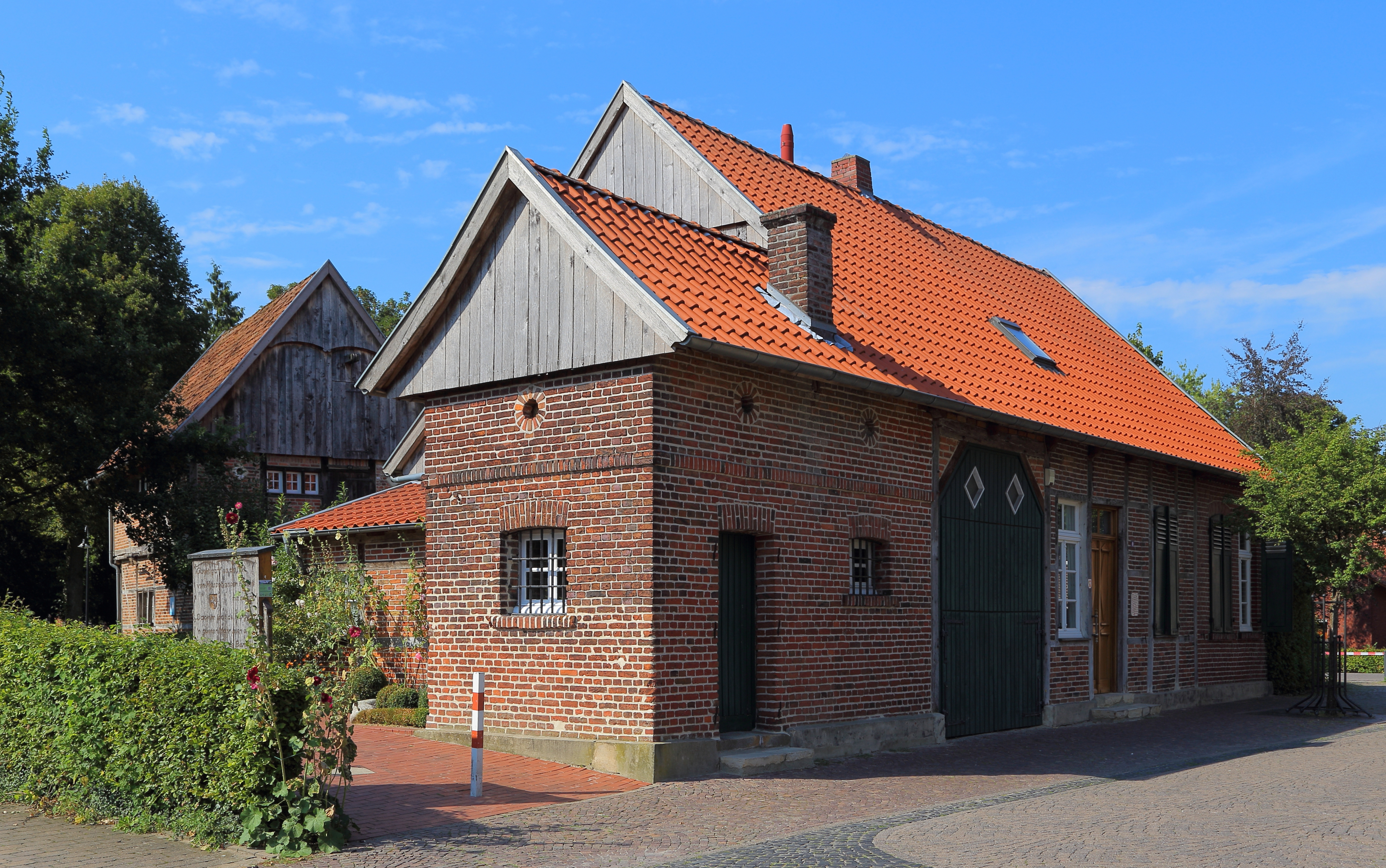
郷土館「キトケン」

#### 郷土館「キトケン」
この木組み建築の中核部は1840年以前に建設され、1910年に増築された。この館は1889年から駐在所および留置所として利用された。この機能は1930年代まで維持された。この建物は1990年代に郷土協会によって修復され、1997年5月10日に郷土館として完成した。その後敷地内に農作業場、典型的な納屋（2003年）、パン焼き小屋（2006年）が建設された。納屋は2003年までホーエンホルスト集落にあったもので、郷土協会によって解体され、現在の場所に再建された。

#### マルクト広場
マルクト広場は、アルテンベルゲの町の生活の中心である。この広場は、1980年代に造成された。当時この町にあったシュミッツ・カーゴブル社が集落外の敷地に移転した。その結果空いた場所の一部に広場が造られた。周囲の建物のファサードや軒（近代的な姿で統一されている）がミュンスターのプリンツィパルマルクトを思い起こさせる。マルクト広場は教会広場とともに、村の祭りやコンサートといったイベントに用いられている。ここでは毎週水曜日に週の市が開かれる。

#### 旧墓地（栄誉墓地）
旧墓地は、町の中心部、カトリックの洗礼者聖ヨハネ教区教会の近くにある。この敷地は20世紀の初めに縮小され、ハンゼラー通りとバーンホーフスヒューゲルとの間に新しい墓地が造られた。旧墓地にはいくつかの墓石が遺されているだけである。芝生広場の中央に、世界大戦での死亡者や行方不明者を記念する記念碑がある。

#### 礼拝堂「街道の聖母」
この礼拝堂は1953年にヴァルトルプのグリンケンシュミット射撃団によって、戦争で死亡した団員を追悼するために建設された。この礼拝堂は、アルテンベルゲとミュンスターとを結ぶ連邦道 B54号線（旧州道 L510号線）に面しており、「街道の聖母」と呼ばれている。

#### ジーヴァーディング館
1661年に建設された、かつての上水道施設ジーヴァーディング館のうち、納屋だけが現存している。ここにはミュンスター大学の学習基金が入居している。

#### ツーアホルト化石・鉱石博物館
ツーアホルト化石・鉱石博物館は、アルテンベルガー丘陵から発見された数多くの出土品を展示している。この博物館は民営である。この博物館では、ベレムナイト目に関する自称ヨーロッパ最大の一連の出土品を見ることができる。この化石は雨水貯留池の掘削作業中に発見された。

#### アルテンベルゲ耕運機・農業機器博物館
かつての耕運機工場ハインリヒ・ヴェッセラー OHG の建物内に、農業用器具や機械、耕運機の博物館が設けられている。この博物館の運営協会は2003年に設立された。かつてのヴェッセラー耕運機の製造工場は、2010年に保護文化財に指定された。

#### 領邦防衛施設
町の西と南にかつての領邦防衛施設の遺構が保存されている。
- 聖ヨハネ・ネポムク教会
- アルテンベルクのマルクト広場

### スポーツ施設
- 屋内プール: アルテンベルゲには1977年から屋内プールがある。ここには 25 m プールがある。このうち 12 m 分は水深を 30 cm から 1.8 m まで変えることができる。残りの部分の水深は 1.8 m に固定されている。このプールの特殊な点は消毒法にある。他のプールとは異なり、水は塩素消毒ではなく、別の方法で消毒されている。
- スポーツ公園グローサー・ベルク: スポーツ公園グローサー・ベルクには、TuS アルテンベルゲのスタジアム、およびサッカー選手用のトレーニング場や近代的な屋内サッカー場がある。また、TuSはテニス部門もここに置いている。この他に TC アルテンベルゲもここにクラブの本部を置いている。
- 屋内乗馬場: アルテンベルゲ乗馬クラブの屋内乗馬場は2005年にエントルプ地区に新しく設けられた。古い屋内乗馬場は、屋内サッカー場としてはスペース不足であるため TuS が改造を行った。
- 体育館「ゴーイカー・プラッツ」: ゴーイカー広場にある2つの体育館では様々なスポーツ種目が練習できる。その大部分は TuS が利用しているが、他のクラブにも開放されている。大体育館では、産業ショーやアルテンベルゲ音楽学校 e.V. の春のコンサートなど定期的なイベントが開催される。

### 自転車道
アルテンベルゲやその周辺を数多くの自転車道が通っている。アルテンベルゲは100城ルートに面しており、農場集落を通るいわゆる Pättken（ミュンスターラントの方言で「小径」を指す）が数多くある。また、主要幹線道路沿いにも自転車道がある。2007年末にハンゼラー通り沿いに新しい自転車道が設けられた。

### クラブ、協会、団体

#### スポーツクラブ
- TuS アルテンベルゲ 09 e.V.: TuS は会員数2,000人以上の伝統豊かな多種目スポーツクラブである。サッカー、バレーボール、バドミントン、柔道、卓球、テニス、体操、エアロビクスなど様々なスポーツを楽しむことができる。
- TC アルテンベルゲ 1951 e.V.: このテニスクラブは、クラブハウスと7面のテニスコートを有している。施設はスポーツ公園グローサー・ベルク内にある。
- ボーゲンスポーツクラブ・アルテンベルゲ 1986 e.V.: かつてアルテンベルゲ・スポーツ射撃クラブの下部組織として設立されたこのアーチェリークラブは、1985年から独自の練習場を有している。
- 水泳クラブ グリューン＝シュヴァルツ・アルテンベルゲ e.V.
- 育種・乗馬・騎馬クラブ・アルテンベルゲ e.V.
- DLRG アルテンベルゲ e.V.（ライフセービング）[13]
- KG ザンクト・ヨハネス・アルテンベルゲ

#### 音楽、歌唱クラブ
- アルテンベルガー・キーペンケルル＝コーラス: 1977年にダブルカルテットとして結成された。「キーペンケルル」は低地ドイツ語で、この地域で盛んであった行商人を指す。
- 洗礼者聖ヨハネ合唱団: アルテンベルゲのカトリック教会の合唱団は1904年1月10日に結成された。この合唱団は礼拝の際に定期的に演奏を行い、世俗作品も取り上げる定期コンサートで町外でも知られている。
- アルテンベルガー男声合唱団ポリヒムニア 1920 e.V.: この合唱団は、北ヴェストファーレン歌唱サークルおよびドイツ歌唱連盟に加盟している。この合唱団は、近代的な歌曲、合唱作品の練習や古い歌曲の保護に努めている。
- アルテンベルゲ音楽学校（旧ユーゲントオーケストラ・アルテンベルゲ e.V.）: 2005年12月以降ユーゲントオーケストラ音楽学校アルテンベルゲと称している。
- アルテンベルゲ消防音楽隊: 1911年創設
- グリンケンシュミート演奏隊: 1951年創設

#### 射撃クラブ
- アルテンベルゲ聖ヨハネス射撃兄弟団: この兄弟団は会員数650人を超えるアルテンベルゲで最も大きな射撃クラブであり、同時に300年を超える歴史を有する最も古い射撃クラブでもある。
- アルテンベルゲ・グリンケンシュミット射撃クラブ 1924 e.V.: この射撃団の入団範囲はヴァルトルプ、ホーエンホルスト、キュンパーである。1924年に設立されたこの射撃クラブは、独自の楽隊を有している。
- エントルプ射撃クラブ: この射撃クラブの入団範囲はヴェステンフェルトとエントルプである。
- 射撃クラブ「アン・デ・ブオルク」ハンゼル: 2007年に創設75年を祝った。
- アルテンベルゲ女性射撃団 2000

#### その他
- ジートルングスゲマインシャフト・クリューゼル: 1969年設立。毎年8月にクリューゼル祭を開催している。この団体は、2013年にヴェストフェリシェ・ナハリヒテンの Nachbarschaft コンテストで2位を獲得した。この組織の中心は、アルテンベルゲの象徴であるクリューゼルリンデである[14]。
- ドイツ赤十字アルテンベルゲとジュニア赤十字アルテンベルゲ: アルテンベルゲのドイツ赤十字は幼稚園 2園と、消防団と共同で救急隊を運営している。
- アルテンベルゲ消防団（アルテンベルゲ青少年消防団を含む）: この消防団は2007年に創設125周年を祝った。シュタインフルト郡で最も古い消防団の1つである[15]。青年消防団は1975年に設立された3番目に古いグループに属す。2017年に少年消防団が設立された。これはシュタインフルト郡で2番目のグループである[16]。3つの消防団合わせて約150人の団員がいる。

## 人物

### ゆかりの人物
- ブルーノ・クルト・シュルツ（1901年 - 1997年）人類学者、ナチの親衛隊大佐。アルゲンベルゲで亡くなった。
- ハンス・ブルーメンベルク（1920年 - 1996年）哲学者、思想史家。アルテンベルゲで亡くなった。

## 関連文献
- Torsten Capelle (2014). Die Landwehr von Altenberge, Kreis Steinfurt. Münster

この文献は、翻訳元であるドイツ語版の参考文献として挙げられていたものであり、日本語版作成に際し直接参照してはおりません。